# 郑板桥
郑燮（1693年11月22日—1766年1月22日），字克柔，号板桥、板桥道人，江蘇省淮揚海道揚州府興化縣（今江蘇省泰州市兴化市大垛鎮）人，祖籍蘇州阊门，清朝官员、进士出身，学者、書畫家，擅長畫竹。

## 生平
清康熙三十二年（1693年），十月二十五日子時，郑燮出生在江蘇省淮揚道揚州府興化縣。父親鄭立庵是县私塾教师，教授几百名学生。郑燮自幼随父亲读书，爱读历史书和诗文词集，博学强记，所读的书都能背诵。少年时在儀真縣读书。康熙年間中秀才、雍正十年（1732年）到南京乡试中举人。
乾隆元年（1736年）赴北京礼部试，中进士。乾隆七年（1742年），应进士出身的尉家掌柜尉嘉之邀，郑板桥前往山西太平县师庄尉家教授私塾。同年出任山东省兗沂曹濟道曹州府范县知县。乾隆十一年（1746年）调任登萊青膠道萊州府潍县知县。郑燮为官，爱民如子，任潍县知县时，正逢荒年，不顾他人阻扰，开仓贷粮，令老百姓写借条，救活一万多人；还大兴土木，修建水池，招收饥民工作就食。当年入秋又欠收，郑燮把老百姓的借条，一把火烧掉；潍县老百姓感戴他的恩德，为他建立生祠。郑燮对于民事处理公正，十二年没有一件冤案。
雍正三年，结交康熙帝第二十一子允禧（号紫琼道人，封慎郡王，善书画），甚相得。乾隆十二年，饥荒未已，随大学士高斌在山东放赈；同年，翰林德保主试山东，郑燮同试院，相与唱和。乾隆十三年（1748年），乾隆帝游山东，封郑燮为书画史，郑燮自刻印章一枚：「乾隆东封书画史」。
乾隆三十三年，十二月十二日於興化溘然長逝，享年七十有三。歸土興化縣城東之管阮莊。是年，乾隆帝第四次南巡。

## 著作
著作有《板桥诗钞》、《板桥词钞》、《板桥家书》、《板桥题画》、《板桥先生印册》（大学士高斌序）、《寄弟墨書》。

## 书画成就
郑燮为官清廉，后来因老病罢官客居扬州，身无长物，只有寥寥几卷图书，便以卖画为生。为“扬州八怪”之一，其诗、书、画被世人称为“三绝”。其诗宗陶渊明、陆放翁，画竹似苏东坡。在书法上，郑燮以篆、隸、草、行、楷等各种书体的字形，并以兰草画法入书，形成有行无列、疏密错落的书法风格，创造了「六分半书」的书体，后人亦称之为“板桥”体。
在绘画上，他擅长画花鸟，特别是在画竹上的成就最为突出，主要师法徐渭，石涛和八大山人。他提出画竹的三个阶段：“眼中之竹”到“胸中之竹”再到“手中之竹”。“眼中之竹”是指观察对象，“胸中之竹”是分析与内化并进行创作构思，“手中之竹”是指表现对象，即是画出对象的阶段。

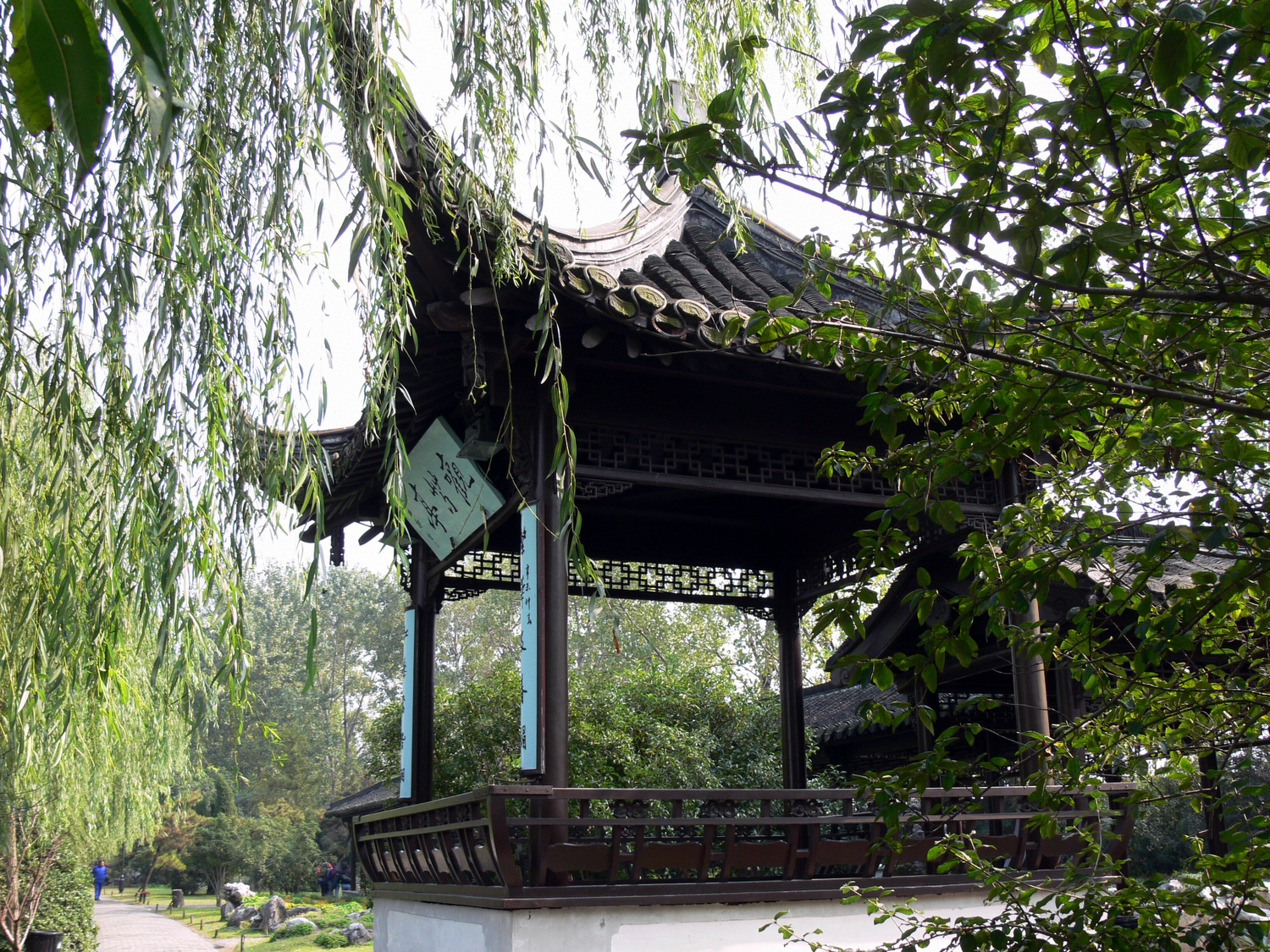
扬州瘦西湖郑板桥观芍亭
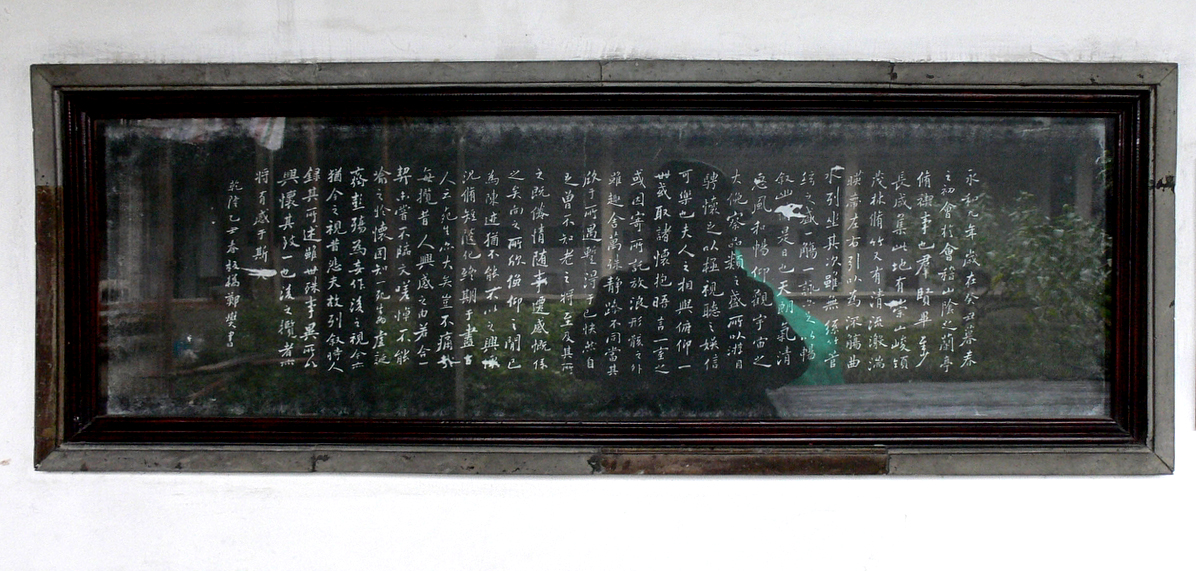
绍兴兰亭古迹公园郑板桥临兰亭序碑
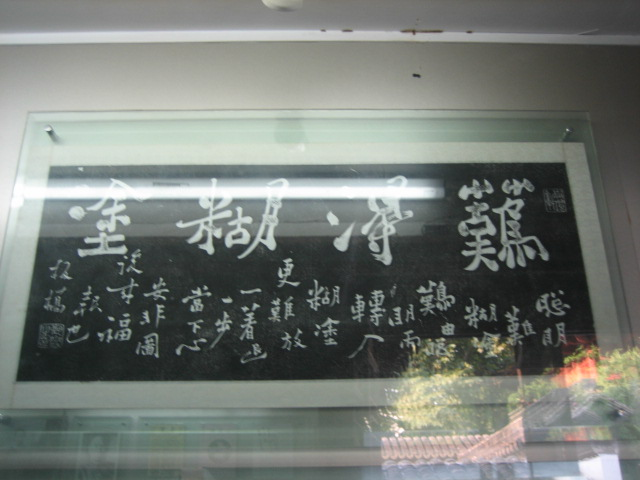
江南贡院郑板桥临难得糊涂。下有一段跋语“聪明难，糊涂尤难，由聪明而转入糊涂更难。放一著，退一步，当下心安，非图后来福报也”
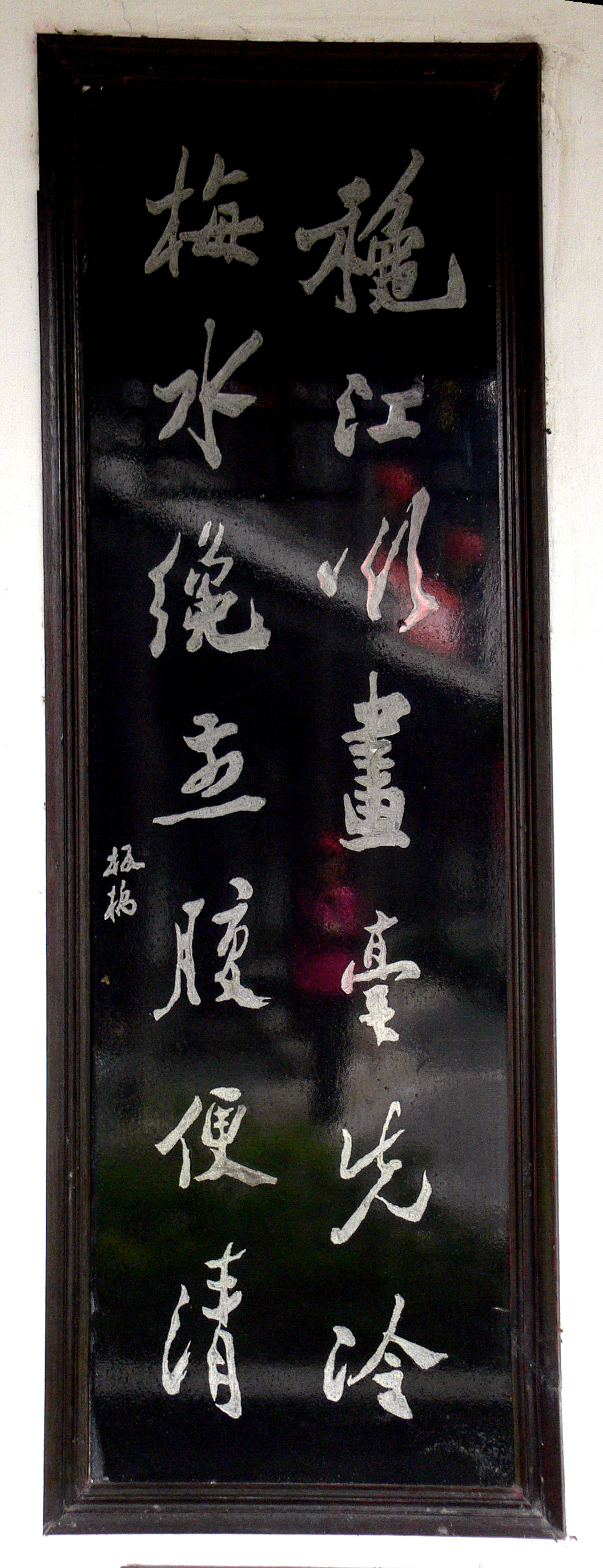
郑板桥手书对联
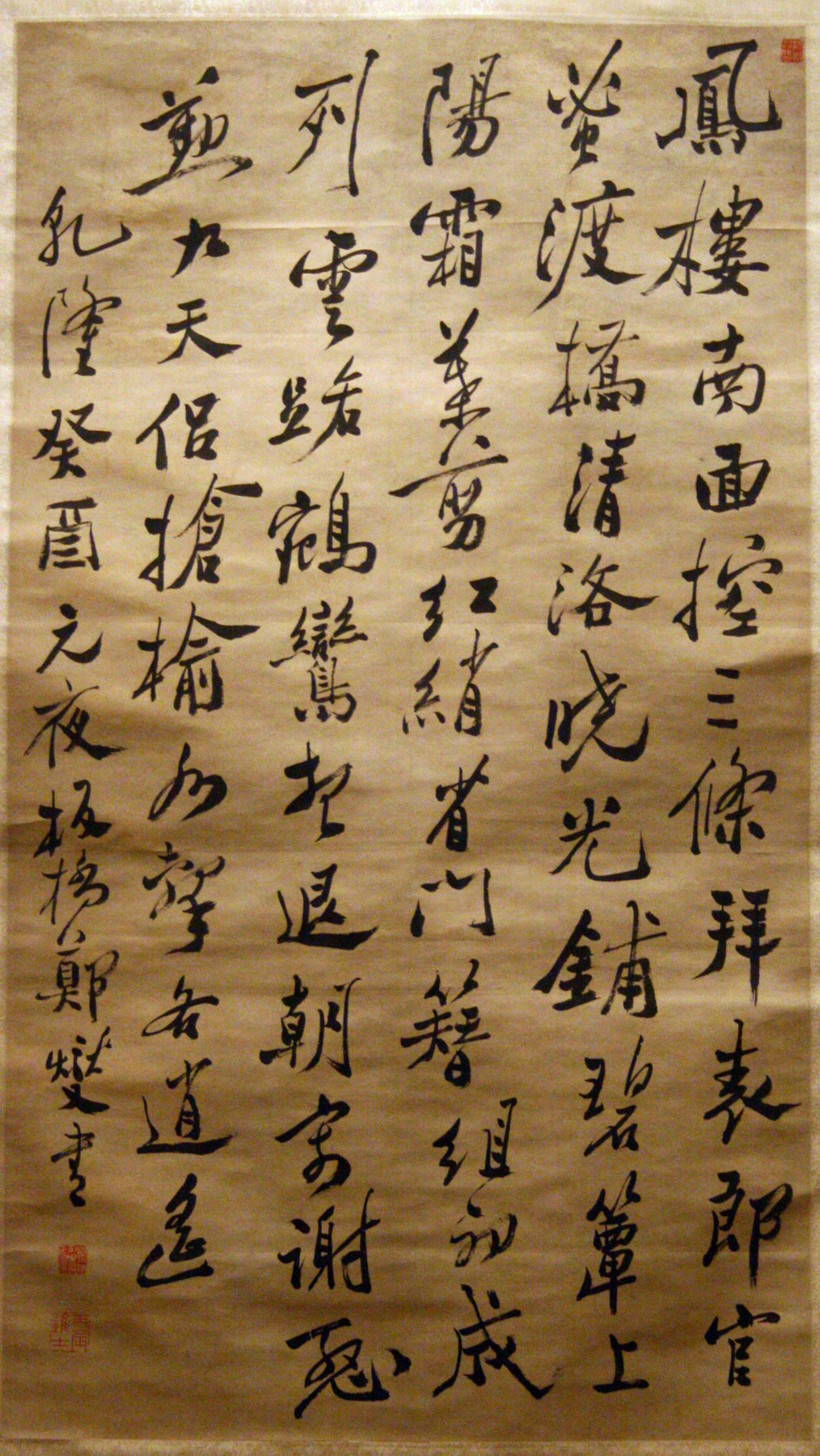
藏于山东博物馆的郑燮真迹
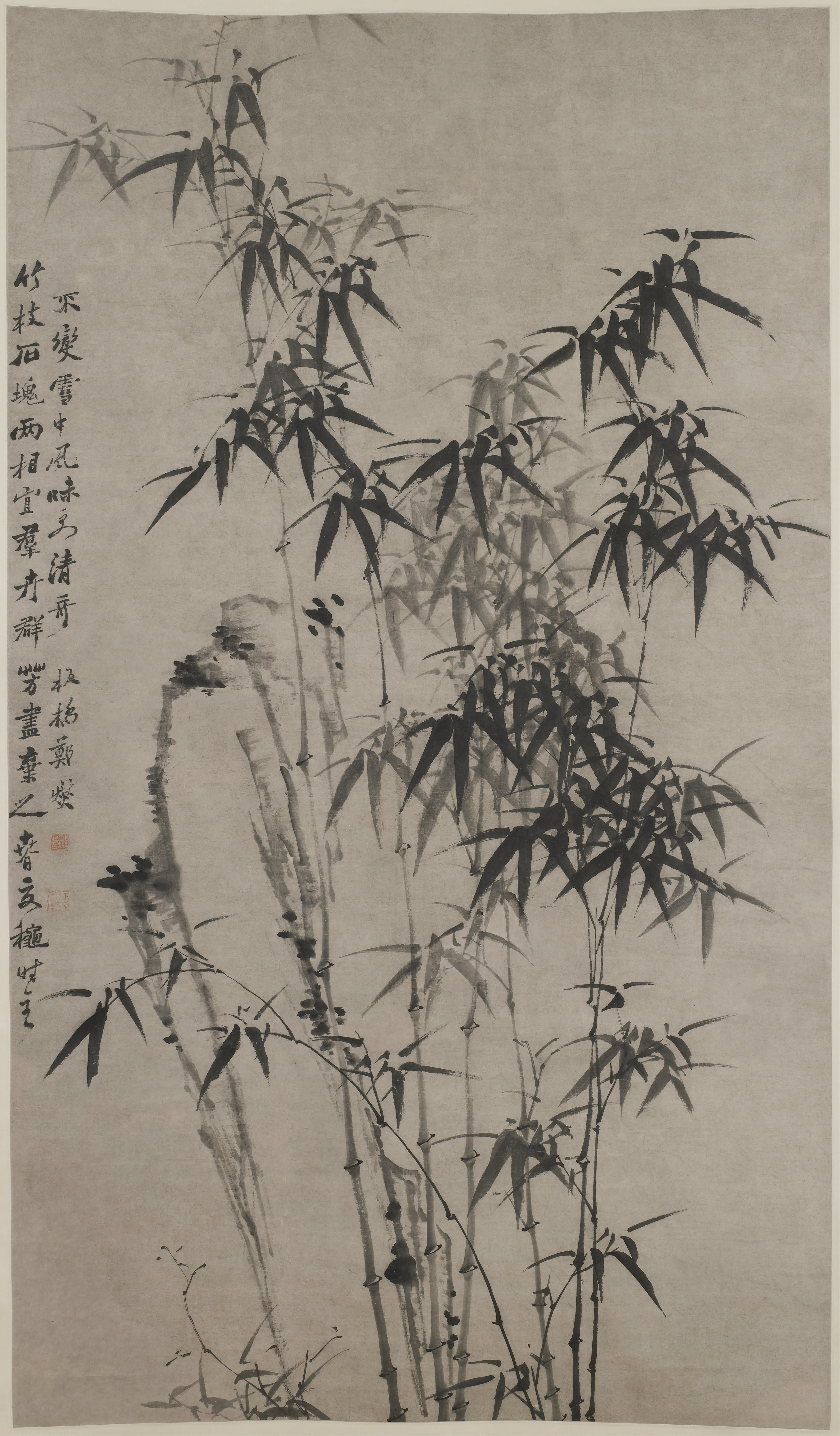
郑燮《竹石图》

## 绘画理论
- 郑燮注重对自然和周围事物的观察，师承自然；他曾写道：风和日暖，冻蝇触窗纸上，冬冬作小鼓声。于时一片竹影响零乱，岂非天然图画乎！凡吾画竹，无所师承，多得于纸窗粉壁日光月影中耳。[1]
- 郑燮主张“意在笔先”；他曾在一幅画上题写：江馆清秋，晨起看竹，烟光日影露气，皆浮动于疏枝密叶之间。胸中勃勃遂有画意。其实胸中之竹，并不是眼中之竹也。因而磨墨展纸，落笔倏作变相，手中之竹又不是胸中之竹也。总之，意在笔先者，定则也；趣在法外者，化机也。独画云乎哉！[1]

## 軼事
鄭板橋喜歡孿童。在《板橋自敍》中写道“酷嗜山水。又好色，尤喜餘桃口齒、椒風弄兒之戲。然自知老且醜，此輩利吾金幣來耳。有一言干與外政，即叱去之，未嘗為所迷惑”
因嗜吃狗肉，曾經有大學士紀曉嵐宴請鄭《狗肉全席》大餐代乾隆皇帝求畫趣事，畫收藏於故宮。

## 相關影視作品
- 《宰相劉羅鍋》：由管宗祥飾演。
- 《鄭板橋》：由王喜飾演。
- 《糊塗縣令鄭板橋》：由趙毅飾演。
- 《鄭板橋上任》：由蘇廷石飾演。

## 關連項目
- 小品文
- 揚州八怪